# Racomitrium himalayanum
Racomitrium himalayanum är en bladmossart som beskrevs av Georg Friedrich von Jaeger 1874. Racomitrium himalayanum ingår i släktet raggmossor, och familjen Grimmiaceae. Inga underarter finns listade i Catalogue of Life.